# (23447) 1987 VG
(23447) 1987 VG là một tiểu hành tinh vành đai chính. Nó được phát hiện bởi Seiji Ueda và Hiroshi Kaneda ở Kushiro, Hokkaidō, Nhật Bản, ngày 15 tháng 11 năm 1987.